# Lace and Leather
»Lace and Leather« je pesem ameriške glasbenice Britney Spears, izdana na njenem šestem glasbenem albumu, Circus (2008). Pesem so napisali Lukasz »Dr. Luke« Gottwald, Benjamin »Benny Blanco« Levin, Frankie Storm in Ronnie Jackson, producirala pa sta jo Dr. Luke in Benny Blanco. Vključuje tudi vokale Keshe in Debi Nove. Čeprav je Britney Spears s pesmijo leta 2008 nastopila na turneji The Circus Starring Britney Spears, je leta 2011 ni izvedla na turneji Femme Fatale Tour.
Pesmi »Lace and Leather« so glasbeni kritiki dodelili v glavnem pozitivne ocene. Mnogi so hvalili uporabo bas kitare in sintetizatorja ter besedilo. Kakorkoli že, nekateri so menili, da je pesem, tako kot vse pesmi z albuma, neokusna in da Britney Spears z njo ni ponudila ničesar novega. Čeprav nikoli ni izšla kot singl je pesem na Billboardovi lestvici Pop 100 zasedla oseminštirideseto mesto zaradi uspešnih digitalnih naložitev z albuma Circus.

## Ozadje in sestava
Pesem »Lace and Leather« sta napisala in producirala Lukasz »Dr. Luke« Gottwald ter Benjamin »Benny Blanco« Levin, ki sta pri pisanju sodelovala z Frankiejem Stormom ter Ronnie Jackson. Britney Spears je vokale za pesem posnela leta 2008 v studiu Conway v Los Angelesu, Kalifornija, spremljevalne vokale za pesem pa sta posneli Debi Nova ter pevka in tekstopiska Kesha Sebert. Pesem »Lace and Leather« je pesem z velikim poudarkom na bas kitari, v ozadju pa se sliši ploskanje ter sintetizatorji in seksualnim besedilom.

## Sprejem
Dave de Sylvia s spletne strani Sputnikmusic je pesem skupaj s singlom »If U Seek Amy«, tretjim singlom z albuma, označil za »vražji power pop pesmi«, Darryl Sterdan iz revije Jam! pa je pesem pohvalil zaradi »lepljivega zvoka bas kitar, nekaj sintetizatorja, dobrega ritma, seksi besedila in veveričjega sola« in jo primerjal s pesmimi glasbene skupine Vanity 6 iz osemdesetih. Novinar revije The Independent je »erotični himni za ples na tleh« dodelil pozitivno oceno, saj naj bi bila ena izmed treh najboljših pesmi z albuma Circus ter pohvalil zvok bas kitar, kar naj bi pesmi dalo »priokus porno-funka iz sedemdesetih«. Alexis Petridis iz revije The Guardian je napisala, da je pesem »kič osemdesetih«, NME-jev novinar Hamish McBain pa jo je označil za »samo še eno pesem s poudarkom na basu«, oba pa sta dejala, da je pesem preveč znana.
Novinar revije USA Today je napisal, da je bila Britney Spears ob ustvarjanju pesmi »pri volji za porednost«, saj »veliko bolj žari na tej pesmi kot na drugih dance pesmih« z albuma Circus.
Poppy Cosyns iz revije The Sun je komentiral: »[Pesem 'Lace and Leather' je] neke vrste vrnitev v Britneyjino obdobje pesmi 'Lucky', čeprav je besedilo tokrat malce bolj seksualno, na trenutke pa je vključenih tudi nekaj elektro zvokov - večinoma zaradi kitar v polovici pesmi.« Cameron Adams iz revije Herald Sun je napisal, da pesem »izstopa kot tesarjev palec v morju sintetiziranih zvokov«, Anna Dimond iz kanala TV Guide pa je pesem označila za »najprivlačnejšo pesem z albuma Circus.« Jim DeRogatis iz revije Chicago Sun-Times je napisal: »Pri pesmih 'Lace and Leather' in 'Mannequin' Britney Spears ponovno ponosno izziva fantazije vsakega moškega.«
John Murphy s spletne strani musicOMH je pesem kritiziral z besedami: »Pesem 'Lace and Leather' je zavezana bas kitaram, kar nas spomni na Seinfeldovega Kramerja, saj kar naprej drsi skozi najbližja vrata.« Eric Henderson iz revije Slant je napisal, da so »biografski detajli pesmi zatrti v korist trženja.« Ann Powers iz revije Los Angeles Times je pesem kritiziral zaradi »besedila, ki Britney Spears prikaže kot lutko, seksualni objekt, žrtev paparazzev in skrivno ljubico in je kljub temu dolgočasno.« Pesem »Lace and Leather« je skupaj z drugimi pesmimi z albuma Circus, pristala na pesmi Billboard Pop 100, kjer je zasedla štiriinosemdeseto mesto. Na lestvico se je uspela uvrstiti predvsem zaradi dobre prodaje albuma digitalno.

## Nastopi v živo
Pesem »Lace and Leather« je Britney Spears v živo prvič izvedla leta 2011 na turneji Femme Fatale Tour. Po nastopu s pesmijo »How I Roll« je s spremljevalnimi plesalci izbrala moškega člana občinstva, za katerega so nato izvedli pesem »Lace and Leather«.

## Ostali ustvarjalci
- Lukasz Gottwald – tekstopisec, producent
- Benjamin Levin – tekstopisec, producent
- Frankie Storm – tekstopisec
- Ronnie Jackson – tekstopisec
- Britney Spears – glavni vokali
- Kesha Sebert – spremljevalni vokali
- Debi Nova – spremljevalni vokali

Vir: